# Oger (Marne)
Oger ist eine ehemalige französische Gemeinde mit 561 Einwohnern (Stand 1. Januar 2015) im Département Marne in der Region Grand Est (vor 2016 Champagne-Ardenne). Sie war Teil des Kantons Vertus-Plaine Champenoise (bis 2015 Avize) im Arrondissement Épernay. Die Einwohner werden Ogiats genannt.
Am 1. Januar 2018 wurde Oger mit Gionges, Vertus und Voipreux zur Commune nouvelle Blancs-Coteaux zusammengeschlossen.

## Geografie
Oger liegt etwa 36 Kilometer südlich von Reims.
Oger ist ein bedeutender Ort der Produktion von Champagner.

## Bevölkerungsentwicklung
| Jahr                      | 1962 | 1968 | 1975 | 1982 | 1990 | 1999 | 2006 | 2013 |
| ------------------------- | ---- | ---- | ---- | ---- | ---- | ---- | ---- | ---- |
| Einwohner                 | 699  | 739  | 717  | 651  | 588  | 558  | 577  | 578  |
| Quelle: Cassini und INSEE |      |      |      |      |      |      |      |      |

## Bauwerke und Sehenswürdigkeiten
- Kirche Saint-Laurent aus dem 12. Jahrhundert
- Schloss Oger (auch: Schloss Léon Bourgeois)
- Museum

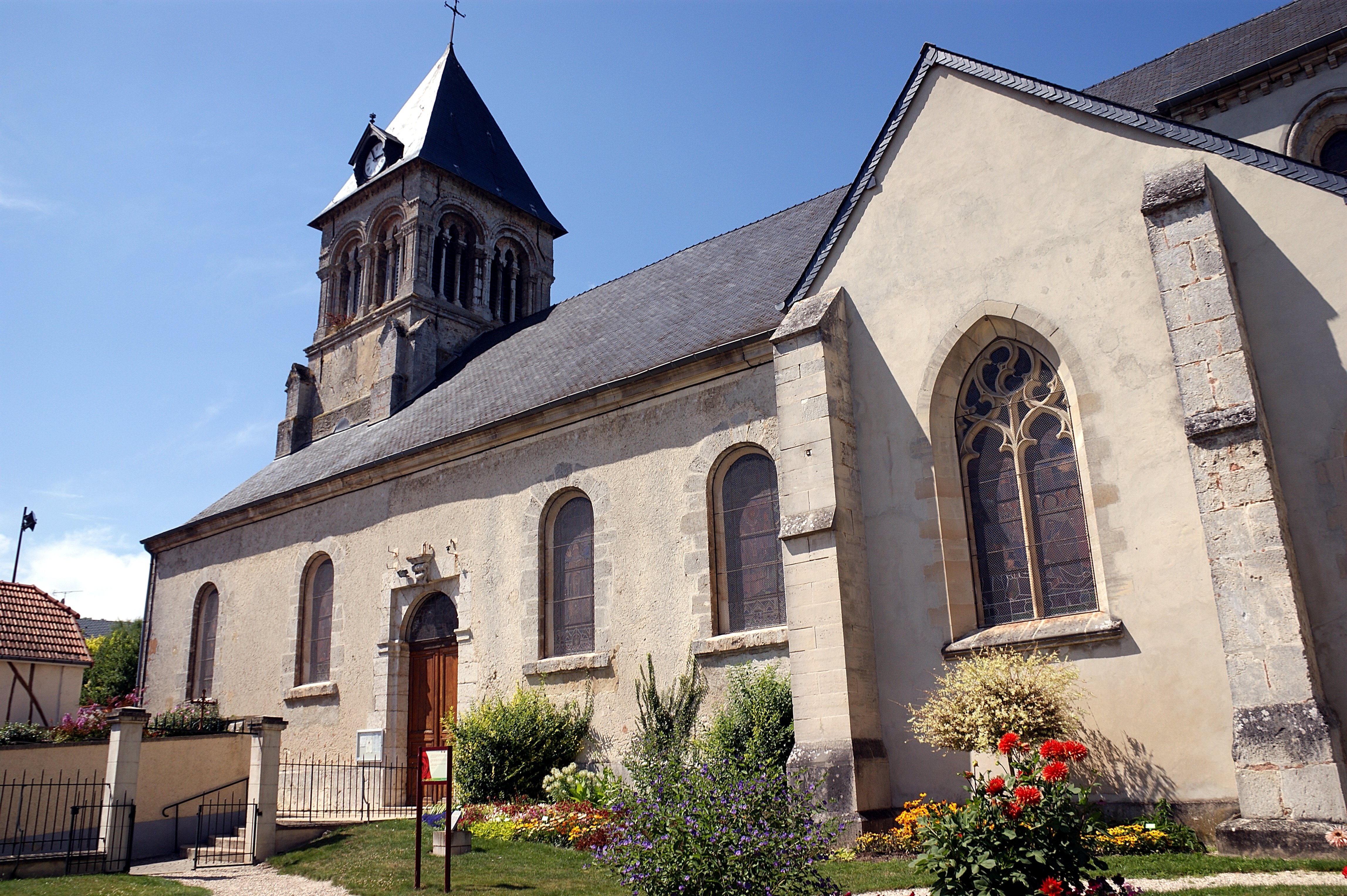
Kirche Saint-Laurent
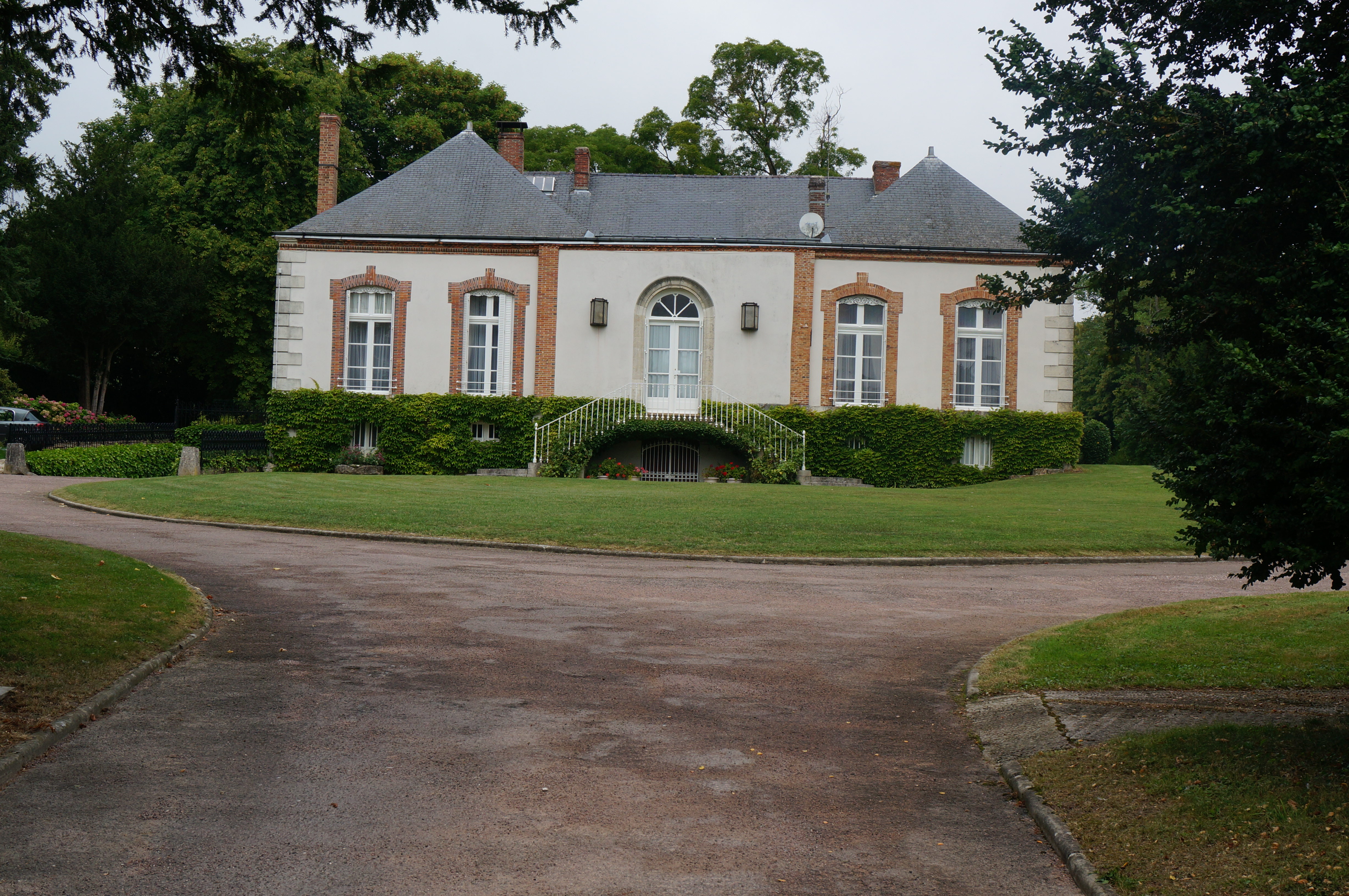
Schloss Oger

## Persönlichkeiten
- Léon Bourgeois (1851–1925), Jurist, Politiker (Außenminister 1906), Präsident des Völkerbundes und Friedensnobelpreisträger (1920), hier gestorben